# Unexpand

unexpand — утилита UNIX-подобных операционных систем, преобразовывающая пробелы в табуляции. По умолчанию заменяет только ведущие пробелы, но может заменять и все.

## Работа с программой
```
unexpand
 
[
ОПЦИИ
]
 
[
ФАЙЛ
]

```

В случае, если входной файл не указан или указан «-», то входные данные считываются из стандартного потока ввода. Вывод осуществляется в стандартный поток вывода.

## Опции
- -a, --all — замена всех пробелов на табуляции, а не только ведущих.
- --first-only — замена только ведущих пробелов (отключает флаг -a).
- -t, --tabs=N — замена N пробелов табуляцией, по умолчанию N = 8 (включает флаг -a).
- -t, --tabs=LIST — указывает точный список позиций табуляций, разделенный запятыми (включает флаг -a).
- --help — выводит справку.
- --version — выводит информацию о версии.

## Примеры работы
Ввод и вывод через стандартные потоки (обе команды дают одинаковый результат):
```
unexpand
unexpand
 
-

```

Ввод из файла (все команды дают одинаковый результат, однако примеры с использованием cat создают дополнительные процессы):
```
unexpand
 
INFILE
unexpand
 
<
 
INFILE
cat
 
INFILE
 
|
 
unexpand
cat
 
INFILE
 
|
 
unexpand
 
-

```

Ввод и вывод в файлы:
```
unexpand
 
INFILE
 
>
 
OUTFILE

```